# فولکلور ژاپنی
باور عامیانهٔ ژاپنی یا فولکلور ژاپنی (به انگلیسی: Japanese folklore) عبارت است از مجموعه افسانه، داستان، موسیقی، اسطوره، و موجودات ماوراءالطبیعه. ژاپنی‌ها، طبق باورهای عامیانهٔ خویش، بیشتر به‌صورت شفاهی آنچه را از دوران قدیم به جا مانده بود نسل اندر نسل حفظ و نقل می‌کردند. در سدهٔ ۱۸ میلادی هنرمند تصویرگر و متخصص در یوکای به نام توری‌یاما سکیئن، با سال‌ها تلاش و نبوغ خویش، بیشتر موجودات فراطبیعی ازجمله اونی (اُنی) و… را به‌صورت نقاشی، که با توضیحاتشان درهم آمیخته بود، گرد آورد.
در عصر حاضر (قرن ۲۱) فولکلور سنتی ژاپن جنبهٔ تفریح و سرگرمی بیشتری به خود گرفته و در صنعت فیلم، تئاتر، کارناوال‌ها، و آیین‌های بومیان استفاده می‌شود.